# Хёфлинг, Гельмут
Гельмут Хёфлинг (Helmut Höfling) (1927—2015) — немецкий писатель.
Работал редактором на телевидении и радио.
Является автором романов, рассказов, книг для детей и юношества, научно-популярных книг и стихов. Автор текстов радиоспектаклей и телепостановок для детей.